# Oscar Mercado

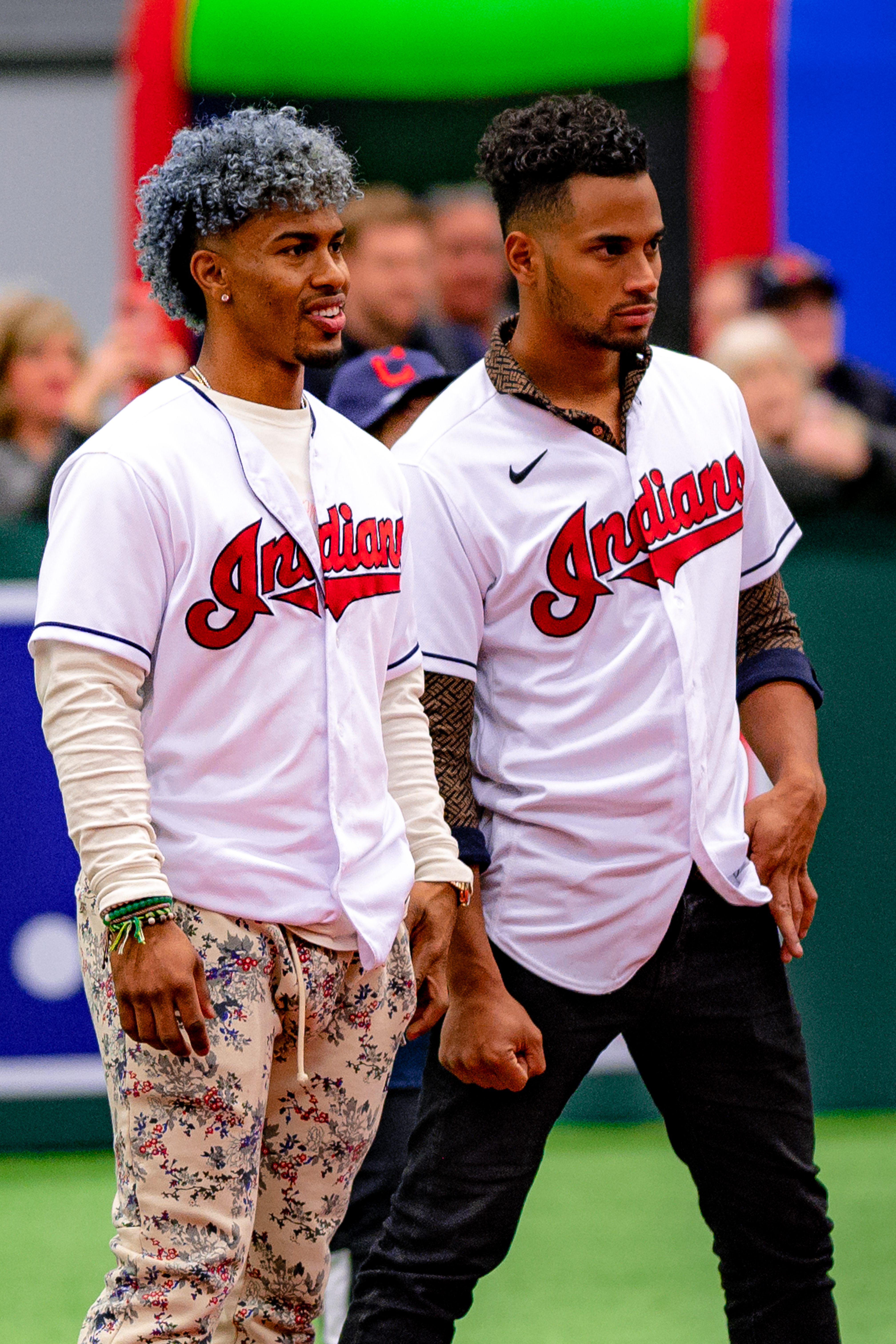
Francisco Lindor y Oscar Mercado en un evento de los Guardianes de Cleveland.

Oscar Mauricio Mercado (Cartagena de Indias, 16 de diciembre de 1994) es un beisbolista colombiano que actualmente se desempeña como jardinero.

## Inicios
Nació en la capital de Bolívar, su familia emigró a los Estados Unidos cuando apenas tenía siete años, se radicaron en Tampa Bay, Florida. Asistió a Gaither High School en Northdale, Florida. Se comprometió a jugar beisbol universitario en la Florida State University.

## Carrera en la MLB

### Cardenales de San Luis (ligas menores)
Los Cardenales de San Luis lo seleccionaron en la segunda ronda del draft de 2013, número 58 a nivel general, firmó con los Cardenales recibiendo un bono por $1.5 Millones de dólares.
Mercado en el 2013 es asignado a liga de novatos GCL donde actúa en 42 juegos como campocorto.
En el 2014 sigue jugando en el infield en la liga de novatos esta vez juega en 62 partidos.
En el 2015 es ascendido a Clase A con el equipo Peoria Chiefs actuando en 117 juegos, promediando al bate .254 con 4 cuadrangulares y 44 impulsadas.
Para la temporada 2016 empieza a jugar en los jardines y en el infield, es ascendido a Clase A Avanzada con el equipo Palm Beach Cardinals, actuando en 125 juegos.
A partir del año 2017 se instala definitivamente en los jardines, juega en las tres posiciones, es ascendido a Doble A con el equipo Springfield Cardinals, termina jugando en 120 juegos con promedio ofensivo de .287 con 13 cuadrangulares y 46 impulsadas, y 38 bases robadas.
Ya estando en Triple A en el 2018 con el equipo Memphis Redbirds, promedia al bate .285 con 8 jonrones y 42 impulsadas en 100 juegos, es traspasado el 31 de julio de 2018 a los Indios de Cleveland por Conner Capel y Jhon Torres.

### Indios/Guardianes de Cleveland
Estando en la organización de los Indios de Cleveland en Triple A con Columbus Clippers actúa en 32 juegos para terminar la temporada del 2018.
Para la temporada 2019 después de 30 juegos en Triple A es llamado al equipo principal el 14 de mayo, ese mismo día debuta frente a los Medias Blancas de Chicago, tiene tres turnos al bate pero no conecta hits. Ese año se convierte en prácticamente el titular en el jardín central, juega 115 juegos con 118 H / 15 HR / 54 RBI / .269 AVG.
En el 2020 debido a la pandemia del Covid-19 se reduce la temporada a solo 60 juegos, Mercado actúa en 36 juegos con 11 H / 1 HR / 6 RBI / .128 AVG.
Antes de inicio de la temporada 2021 es enviado al campamento alterno. El 28 de junio es llamado desde Triple A al equipo principal tras lesión del jardinero Josh Naylor.
Mercado es puesto en asignación por los Guardianes el 21 de junio de 2022.

### Phillies de Philadelphia
Mercado es adquirido por los Phillies el 27 de junio de 2022 vía waivers. Con los Phillies solo disputaría un solo juego.

### Guardianes de Cleveland
El 4 de julio de 2022 nuevamente es contratado por Cleveland.

### Cardenales de San Luis
El 18 de noviembre de 2022 Mercado es adquirido por San Luis con un contrato de liga menor.
Mercado es llamado al equipo principal el 17 de mayo de 2023, ese mismo día ingresa en la séptima entrada como jardinero izquierdo en reemplazo de Alec Burleson frente a los Cerveceros.
Mercado se declara agente libre el 5 de julio de 2023 tras ser puesto en asignación.

### Padres de San Diego (ligas menores)
Mercado firma contrato de liga menor con San Diego, es asignado a Triple A al equipo El Paso Chihuahuas.
En Triple A, Mercado batea para .339 con 42 hits, 10 cuadrangulares y 37 impulsadas en 31 juegos, Mercado opta por salirse del contrato con el equipo y queda agente libre.

### Dodgers de Los Angeles (ligas menores)
Dodgers firman contrato de liga menor a Mercado y es enviado a la sucursal Triple A al equipo Oklahoma City Dodgers.

### Padres de San Diego (ligas menores)
Padres firman nuevamente a Mercado con contrato de liga menor para el 2024. El primero de agosto Mercado se sale del contrato y queda agente libre.

### Tigres de Detroit (ligas menores)
Mercado firma contrato de liga menor con los Tigres.

## Números usados en las Grandes Ligas
- 35 Cleveland Indians (2019-2021)
- 35 Cleveland Guardians (2022)
- 35 Philadelphia Phillies (2022)
- 54 St. Louis Cardinals (2023)

## Estadísticas de bateo en Grandes Ligas
Estas son las estadísticas en Grandes Ligas.
| Año   | Equipo                | Liga | Juegos | VB  | C   | Hits | HR | CI  | BA   | BR |
| ----- | --------------------- | ---- | ------ | --- | --- | ---- | -- | --- | ---- | -- |
| 2019  | Cleveland Indians     | AL   | 115    | 438 | 70  | 118  | 15 | 54  | .269 | 15 |
| 2020  | Cleveland Indians     | AL   | 36     | 86  | 6   | 11   | 1  | 6   | .128 | 3  |
| 2021  | Cleveland Indians     | AL   | 72     | 214 | 27  | 48   | 6  | 19  | .224 | 7  |
| 2022  | Cleveland Guardians   | AL   | 54     | 120 | 17  | 25   | 4  | 16  | .208 | 2  |
| 2022  | Philadelphia Phillies | NL   | 1      | 1   | 0   | 0    | 0  | 0   | .000 | 0  |
| 2023  | St. Louis Cardinals   | NL   | 20     | 31  | 3   | 9    | 0  | 5   | .290 | 2  |
| TOTAL |                       |      | 298    | 890 | 123 | 211  | 26 | 100 | .237 | 29 |

## Ligas Invernales
| Equipo              | Liga                                         | País                   | Temporada |
| ------------------- | -------------------------------------------- | ---------------------- | --------- |
| Tigres de Cartagena | Liga Profesional de Beisbol Colombiano       | Bandera de Colombia    | 2022-23   |
| Criollos de Caguas  | Liga de Béisbol Profesional Roberto Clemente | Bandera de Puerto Rico | 2024-25   |

## Vida personal
Se convirtió en ciudadano estadounidense en el 2018.